# Bestla (Mond)
Bestla (auch Saturn XXXIX) ist einer der kleineren äußeren Monde des Planeten Saturn.

## Entdeckung
Die Entdeckung von Bestla durch David C. Jewitt, Scott S. Sheppard, Jan Kleyna und Brian G. Marsden auf Aufnahmen vom 13. Dezember 2004 bis zum 5. März 2005 wurde am 3. Mai 2005 bekannt gegeben. Bestla erhielt zunächst die vorläufige Bezeichnung S/2004 S 18. Im April 2007 wurde der Mond dann nach der Eisriesin Bestla, der Mutter des Gottes Odin, benannt. 

## Bahndaten
Bestla umkreist Saturn auf einer retrograden exzentrischen Bahn in rund 1083 Tagen oder fast genau 3 Jahren. Die Bahnexzentrizität beträgt 0,521, wobei die Bahn um 145,2° gegen die Ekliptik geneigt ist.

## Aufbau und physikalische Daten
Der Durchmesser von Bestla wird auf etwa 7 km geschätzt. Die mittlere Dichte und die mineralogische Zusammensetzung der Oberfläche sind unbekannt. 

## Beobachtungen durch Raumsonden
Die Telekamera der Raumsonde Cassini beobachtete Bestla im Herbst 2009 dreimal aus rund 8 Millionen Kilometer Entfernung und im September 2012 ebenfalls dreimal aus etwa 11,5 Millionen Kilometer Distanz. Dabei wurde die synodische Rotationsperiode zu 14,6 h bestimmt.